# Constituição do Estado do Amazonas
A Constituição do Estado do Amazonas é a lei estadual maior do processo legislativo estadual conforme os padrões emanados pela Constituição Federal do Brasil.

## Preâmbulo
| “ | Nós, representantes do povo amazonense, eleitos por sua vontade soberana e investido de poderes constituintes, com o propósito de assegurar a transparência dos Poderes, a ordem jurídica e social justa, a liberdade, o direito de todos à plena cidadania e à participar popular na defesa intransigente desses princípios e objetivos, consubstanciando as aspirações de um Estado fiel a sua vocação histórica de grandeza, interação humana e valores morais, promulgamos, sob a égide da justiça e a proteção de Deus, a CONSTITUIÇÃO DO ESTADO DO AMAZONAS. | ” |

## Texto
A corpo textual da constituição estadual amazonense tem uma literatura composta por 289  artigos e o Atos das Disposições Constitucionais Transitórias tem 60 artigos.

## Membros da Assembleia Estadual Constituinte promulgante de 1989
- Átila Lins de Albuquerque, Presidente da Assembleia Constituinte
- Manoel do Carmo Chaves Neto, lº Vice-Presidente
- Freida de Souza Bittencourt, 2º Vice-Presidente
- José Lupércio Ramos de Oliveira, 1º Secretário
- Raul de Queiroz de Menezes Veiga, 2º Secretário
- Josué Cláudio de Souza Filho, Presidente da Comissão Constitucional
- João Thomé de Verçosa Medeiros Raposo, Vice-Presidente da Comissão Constitucional
- Eduardo Braga, Relator Geral
- Alfredo Augusto Pereira Campos, Sub-Relator
- Carlos José Esteves, Sub Relator
- Abel Rodrigues Alves
- Betty Suely Lopes
- Hamilton Maia Cidade*
- Darcy Humberto Michiles
- Jamil Seffair
- José Cavalcanti Campos
- Luiz Fernando Sarmento Nicolau
- Luzivaldo Castro dos Santos
- Manuel Monteiro Diz
- Paulo Herban Maciel Jacob Filho
- Raimundo Nonato Marreiros de Oliveira
- Raimundo Reis Ferreira
- Sebastião da Silva Reis
- Simão Barros da Silva
- Vinícius Monteconrado Gomes.[6]

## Primeira emenda
A primeira emenda à literatura do texto da constituição atual foi a Emenda Constitucional nº 1,promulgada de 15 de dezembro de 1990 e pubicada no Diário Oficial do estado no dia 17 de dezembro daquele ano.

## Histórico das constituições do Amazonas

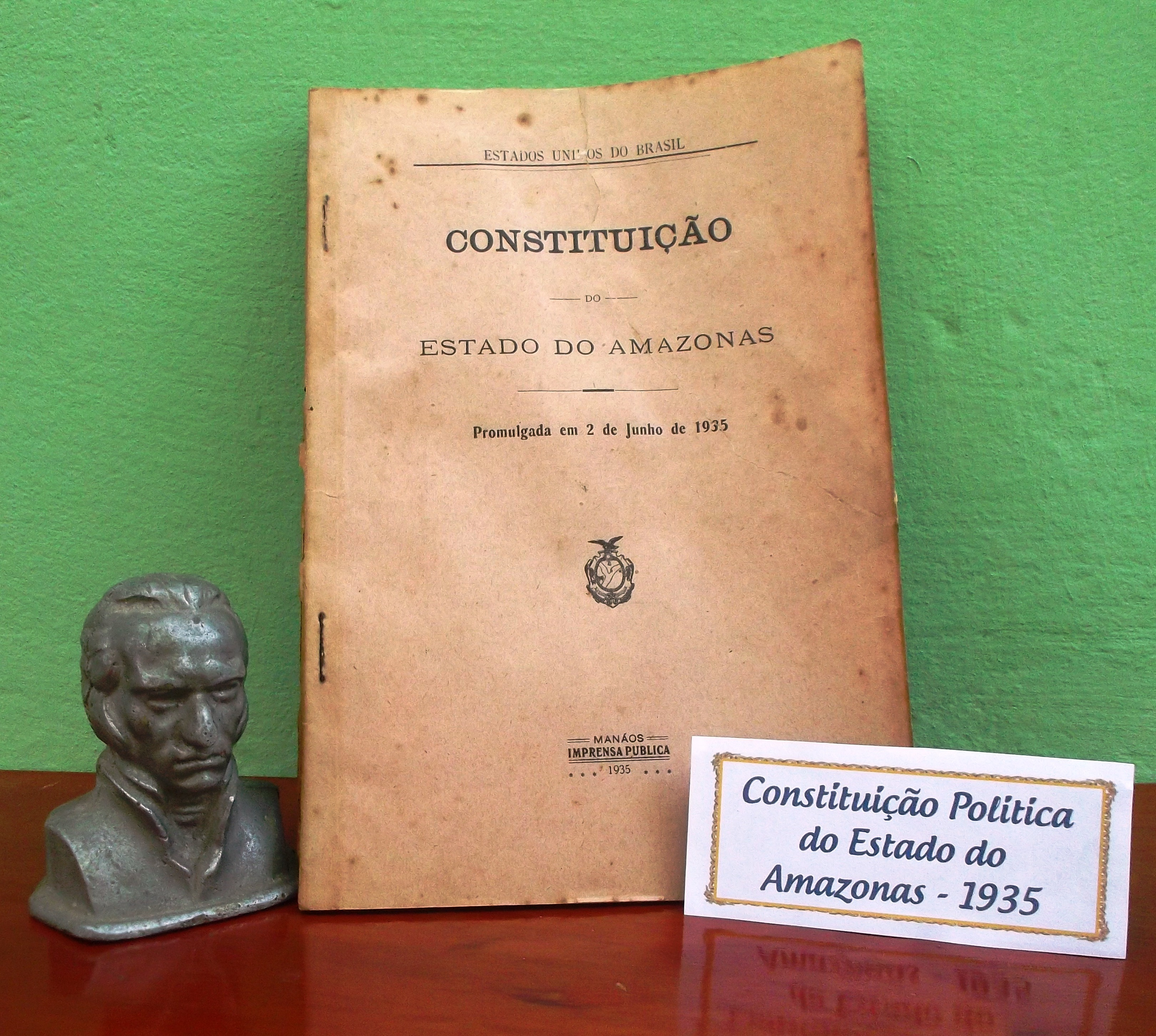
Edição especial que contem as assinaturas dos deputados que compuseram a Assembleia Estadual Constituinte do Estado do Amazonas de 1935

A construção política do estado já contou com várias Constituições políticas, para seguir o rito das mudanças nas constituições brasileiras, entre elas:
- Constituição do Estado do Amazonas de 1891. Promulgada em 27 de junho de 1891.[9]
- Constituição do Estado do Amazonas de 1892, promulgada em 23 de junho de 1892, pois com a chegada de Floriano Peixoto como Presidente da República, foram despostos vários governadores e dissolvidas as Assembleias Legislativas e promulgadas novas constituições. O Amazonas foi um desses estados.[10]
- Constituição do Estado do Amazonas de 1935  promulgada em de julho de 1935
- Constituição do Estado do Amazonas de 1947 promulgada em de julho de 1947
- Constituição do Estado do Amazonas de 1967 elaborada para se adequar ao governo da Ditadura Militar de 1964, foi promulgada em maio de 1967.